# Região de Alice Springs

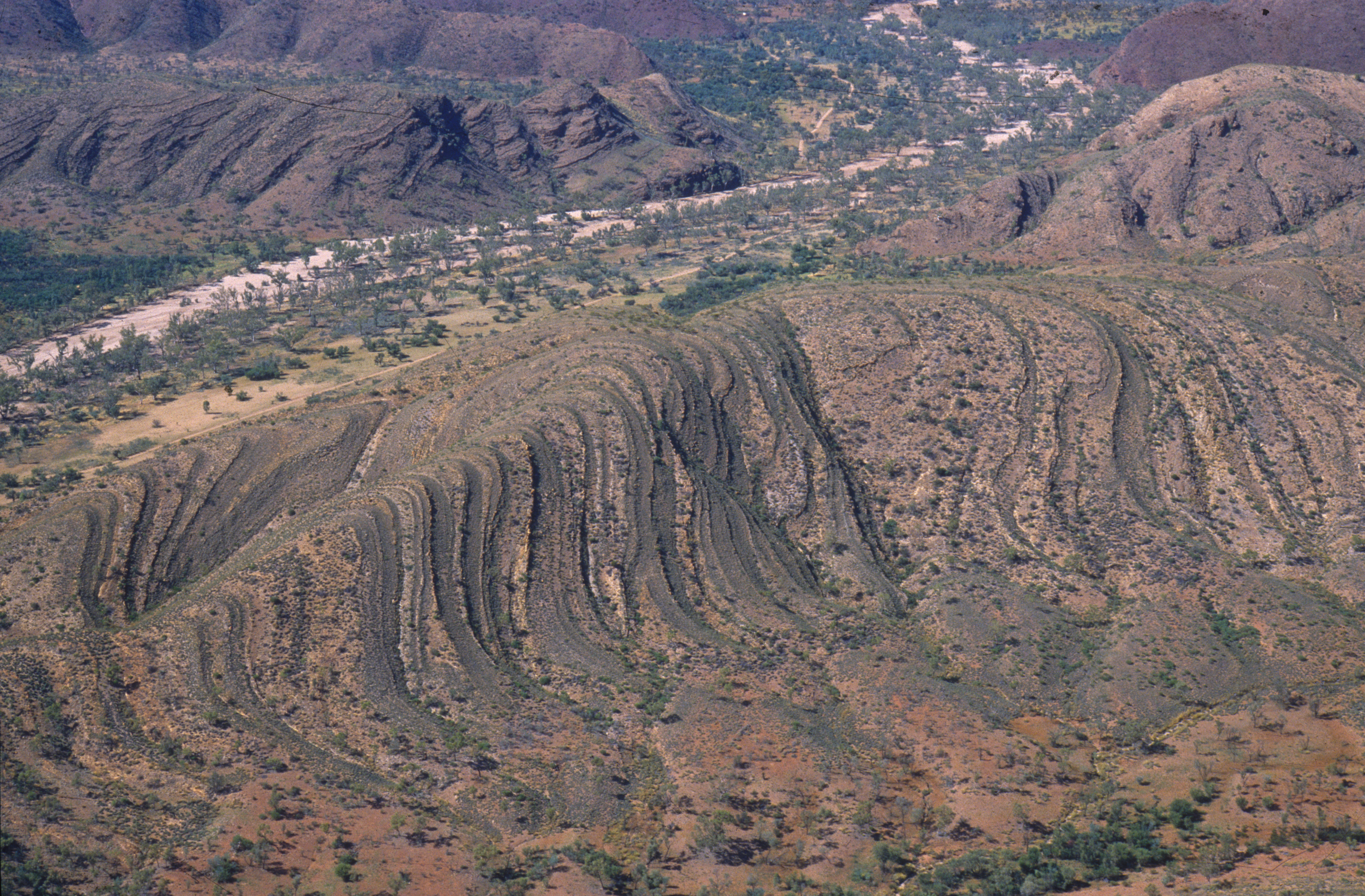
Vista aérea da paisagem da Austrália Central.

A Austrália Central (em inglês: Central Australia), também conhecida como Região de Alice Springs, é uma das cinco regiões do Território do Norte na Austrália. O termo Austrália Central é usado para descrever uma área centrada ao redor de Alice Springs. Às vezes a região é referida como Centralia, e da mesma forma, as pessoas da região às vezes são chamadas de centralians. A região está localizada na parte sul do Território do Norte que se estende do oeste na fronteira da Austrália Ocidental até leste na fronteira com Queensland.

## História

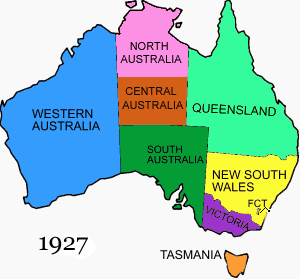
Território da Austrália do Norte e da Austrália Central de 1927 a 1931.

George Pearce, ministro da Casa e dos Territórios do Parlamento Federal na década de 1920, afirmava que o Território do Norte era muito grande para ser governado adequadamente e, portanto, por um curto período de tempo, territórios separados como a Austrália do Norte e a Austrália Central passaram a existir.
A Austrália central e a Austrália do Norte, tinha seu próprio governo residente e administrativo, com sede em The Residency, Alice Springs. A divisão ocorreu ao longo da linha de 20 graus sul, até a fronteira sul australiana, e entrou em vigor em 1 de fevereiro de 1927 através da Lei da Austrália do Norte de 1926. No entanto, as mudanças duraram menos de cinco anos, e os territórios separados foram reanexados ao Território do Norte em 12 de junho de 1931.

## Área

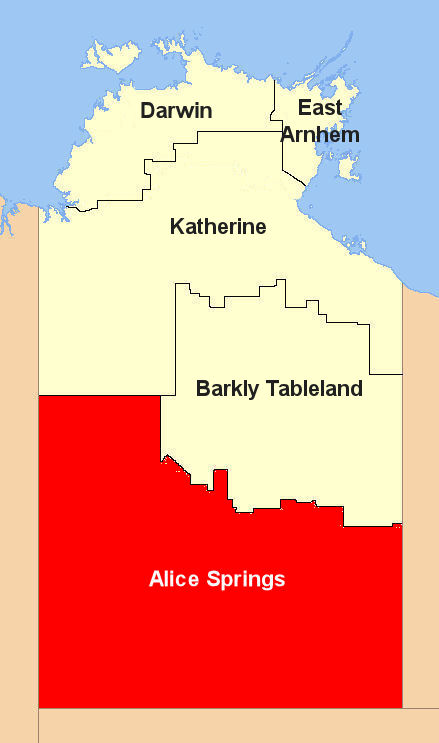
Localização da Região de Alice Springs no atual Território do Norte.

A principal cidade da Austrália Central é Alice Springs, no entanto, a área do território também inclui todas as terras do deserto que cercam a cidade. Embora alguns desses municípios como Barrow Creek, sejam estações (fazendas), a grande maioria deles são comunidades aborígenes australianas. A região abrange uma área de 546.046 quilômetros quadrados o equivalente a 210.830 milhas quadradas, o que representa quarenta por cento do atual Território do Norte.
Abaixo estão as seguintes áreas do governo local que compõem a região:
- Cidade de Alice Springs (cidade)
- Região do Deserto Central (região)
- Região de MacDonnell (região)
- Yulara (cidade não incorporada)

### Centro da Austrália
Não existe um centro oficial da Austrália. O conceito intrigou várias pessoas desde o início precoce da exploração européia. O Monte Central Stuart, por exemplo, foi assim chamado porque se acreditava estar no centro geográfico da Austrália. Hoje, cálculos diferentes dão resultados variados, mas em geral, eles concordam que o centro do país está numa área dentro de 200 quilômetros ao sul de Alice Springs.

## População
A população total da Austrália Central está estimada entre 51 e 60 mil habitantes. Alice Springs, é a principal área urbana da Austrália Central, é predominantemente anglo-celta australiana, com aproximadamente 25% de população aborígine, no entanto, as comunidades vizinhas que compõem a Austrália Central são quase exclusivamente aborígenes. No total, a população da região está entre 40% a 45% composta de aborígenes.

## Clima
A região é muito seca e possui um clima tropical recebendo, em média, apenas 150 milímetros de chuva anualmente.